# 8073 Johnharmon
A 8073 Johnharmon (ideiglenes jelöléssel 1982 BS) a Naprendszer kisbolygóövében található aszteroida. Edward L. G. Bowell fedezte fel 1982. január 24-én.